# Seligeria
Seligeria là một chi rêu trong họ Seligeriaceae.